# Lanzón
 (septembre 2021).
La mise en forme du texte ne suit pas les recommandations de Wikipédia : il faut le « wikifier ».
Les points d'amélioration suivants sont les cas les plus fréquents. Le détail des points à revoir est peut-être précisé sur la page de discussion.
- Les titres sont pré-formatés par le logiciel. Ils ne sont ni en capitales, ni en gras.
- Le texte ne doit pas être écrit en capitales (les noms de famille non plus), ni en gras, ni en italique, ni en « petit »…
- Le gras n'est utilisé que pour surligner le titre de l'article dans l'introduction, une seule fois.
- L'italique est rarement utilisé : mots en langue étrangère, titres d'œuvres, noms de bateaux, etc.
- Les citations ne sont pas en italique mais en corps de texte normal. Elles sont entourées par des guillemets français : « et ».
- Les listes à puces sont à éviter, des paragraphes rédigés étant largement préférés. Les tableaux sont à réserver à la présentation de données structurées (résultats, etc.).
- Les appels de note de bas de page (petits chiffres en exposant, introduits par l'outil «  Source ») sont à placer entre la fin de phrase et le point final[comme ça].
- Les liens internes (vers d'autres articles de Wikipédia) sont à choisir avec parcimonie. Créez des liens vers des articles approfondissant le sujet. Les termes génériques sans rapport avec le sujet sont à éviter, ainsi que les répétitions de liens vers un même terme.
- Les liens externes sont à placer uniquement dans une section « Liens externes », à la fin de l'article. Ces liens sont à choisir avec parcimonie suivant les règles définies. Si un lien sert de source à l'article, son insertion dans le texte est à faire par les notes de bas de page.
- La présentation des références doit suivre les conventions bibliographiques. Il est recommandé d'utiliser les modèles {{Ouvrage}}, {{Chapitre}}, {{Article}}, {{Lien web}} et/ou {{Bibliographie}}. Le mode d'édition visuel peut mettre en forme automatiquement les références.
- Insérer une infobox (cadre d'informations à droite) n'est pas obligatoire pour parachever la mise en page.

Pour une aide détaillée, merci de consulter Aide:Wikification.
Si vous pensez que ces points ont été résolus, vous pouvez retirer ce bandeau et améliorer la mise en forme d'un autre article.
 (septembre 2021).
Le Lanzón est une stèle de granit associée à la culture Chavín. Il est dans l'ancien temple de Chavín de Huántar qui repose dans les hautes terres centrales du Pérou. La religion Chavín a été le premier grand mouvement religieux et culturel dans les montagnes des Andes, florissant entre 900 et 200 avant notre ère [réf. nécessaire] Le Lanzón lui-même a été érigé pendant la période Early Horizon de l'art andin vers 500 avant notre ère et tire son nom du mot espagnol pour "lance", une allusion à la forme de la sculpture. Le nom est trompeur, car sa forme ressemble plus à une charrue de montagne qui aurait été utilisée à des fins agricoles à l'époque. On soupçonne à cause de cela que la divinité représentée est liée au culte agraire.

## Situation
Le Lanzón repose au cœur de Chavín de Huantar. Ce site était à l'époque sur l'un des rares cols entre la région montagneuse de la côte et l'Amazonie dense. En raison de la difficulté de la géographie, il faut avoir utilisé ces passages. L'exposition de l'art Chavín, comme le Lanzón, à d'autres cultures s'est produite en raison de sa situation géographique. Les archéologues ont trouvé des textiles qui font écho à l'architecture de Chavín et à ses artefacts sculpturaux enterrés aussi loin que la côte sud dans des sites tels que Karwa, suggérant que son influence a atteint beaucoup plus loin que de nombreux autres sites à l'époque.

## Description
Le Lanzón est logé dans la chambre cruciforme centrale d'une série labyrinthique de passages souterrains dans l'ancien temple du centre cérémoniel et religieux de Chavín de Huántar[réf. nécessaire]. Les dévots seraient conduits dans le labyrinthe de tunnels d'un noir absolu, se retrouvant finalement face à face avec la sculpture. La désorientation des fidèles, en plus des effets hallucinogènes du cactus San Pedro qu'ils ont reçu avant d'entrer, n'a fait qu'accentuer l'impact visuel et psychologique de la sculpture.[réf. nécessaire]. 
L'imagerie du Lanzón est une série complexe de lignes qui s'enroulent autour de chacun des trois côtés de sa forme triangulaire du sol au plafond. En raison de la division de l'imagerie, il faudrait faire le tour du luminaire afin d'observer pleinement sa conception. Le Lanzón représente une figure anthropomorphe dans une posture de grognement, avec des griffes et des dents semblables à un jaguar. Les cheveux de l'être coulent dans tous les sens, se terminant par des têtes de serpents. Les yeux sont stylisés, communément appelés yeux pendants. La sculpture est presque parfaitement symétrique, à l'exception d'une main levée quand l'autre est abaissée. De plus, une attention particulière est accordée aux yeux, au nez, aux lèvres et aux dents - des sculptures plus profondes pour ces caractéristiques les font projeter, en raison du relief plus élevé, cela ajoute une plus grande sensation de férocité.

## Cosmologie
Le Lanzón exprime un motif fondamental dans l'art chavín : le jaguar. Ces représentations varient du réalisme à l'anthropomorphisme stylisé, cette étoile particulière relevant de cette dernière catégorie. L'imagerie du jaguar est si fréquente dans l'art de Chavín qu'il a été émis l'hypothèse qu'ils étaient à la base du culte du jaguar, vénérant les caractéristiques de ces animaux. Cette représentation d'une divinité jaguar anthropomorphe se prête à d'autres croyances cosmologiques non seulement de Chavín mais de la société andine dans son ensemble. 
Camay, la croyance qu'un objet est un conduit pour une divinité, est particulièrement importante lorsque l'on considère la fonction du Lanzón. Bien qu'il soit fait de matériaux terrestres, le Lanzón abritait un être céleste, les habitants de Chavín lui apportaient même des offrandes de nourriture et de céramique. De plus, l'image centrale du Lanzón fonctionne comme axe mundi, ou pivot reliant le ciel, la terre et le monde souterrain [réf. nécessaire] Ce concept se reflète également dans les bras levés et abaissés, l'un lié au céleste et l'autre lié au terrestre. Les bras opposés reflètent également le respect de la dualité. Les opposés vus dans la vie quotidienne tels que nuit/jour, vie/mort, homme/femme étaient considérés comme sacrés pour créer un équilibre. L'importance de la dualité est également visible avec la rivalité de contour des serpents et des cheveux, la transformation entre l'homme et la bête, et la situation géographique entre la chaîne de montagnes aride et l'amazone luxuriante. 
Enfin, une croyance cosmologique clé au sein de la société andine dans son ensemble, tinku. C'est le concept de plusieurs parties convergeant pour créer quelque chose de totalement nouveau. La situation géographique stratégique du Lanzón se situe au confluent des rivières Mosna et Wacheqsa.